# けん玉ワールドカップ廿日市
けん玉ワールドカップ廿日市（けんだまワールドカップはつかいち、英: Kendama World Cup Hatsukaichi、通称：けん玉ワールドカップ、KWC）は、グローバルけん玉ネットワーク（通称：GLOKEN）が主催するけん玉の世界大会である。大正時代にけん玉の量産が始まった広島県廿日市市で開かれ、オンライン開催の2020年、2021年を含めて2021年で8回目を迎える。

## 概要

### 名称
2014年、廿日市市とGLOKENが準備を進め第一回大会が開かれた。翌年には大会メインスポンサーとして、開催地の廿日市市に本社を構える株式会社ウッドワンが名乗りを上げ、大会名もそれに伴い「ウッドワンけん玉ワールドカップ廿日市2015」となった。

### 賞金
第1回目の優勝賞金は30万円、第2回以降は50万円、2018年のみ最高額の150万円、オンライン開催の2020、21年は10万円。けん玉の大会としては高額な賞金額となる。

## 開催方式

### 予選
3人1組で予選を行う。制限時間3分間で5つのトリックをトリックリストのレベル1～10の中から選んで挑戦し、これを2回行う。2回目のチャレンジは 1回目とは異なる5つの技に挑戦する。審判役に技を指定してからチャレンジする。成功した技のレベルに応じて得点を獲得できる。1回のチャレンジで50点満点、合計100点満点。1回のチャレンジで１つのけん玉のみ使用できる。2回目のチャレンジでは、1回目と異なるけん玉を使用することもできる。上位24名と特別枠 8名の合計32名が決勝に進出する。同点の場合は、決勝と同じ採点方法にて算出し、順位を決定する。

### 決勝進出者
シード枠として，最大6名が決勝進出できる。対象は，過去3年間のKWC優勝者，北米，ヨーロッパ，アジア選考会での優勝者である。
当日での予選では，シード枠を除く上位25名が決勝進出できる。
また，特別枠として，決勝進出者が出なかった国・地域において，各国・地域1名ずつ，当日予選得点の成績上位3名までが決勝進出できる（ただし，予選の得点が40点以上あることが条件）。さらに，男女別で当日予選の通過者で小数になった性別の選手数が20％を上回らない場合，小数となった性別の決勝進出者以外から上位1名が決勝進出できる。

### 決勝
ステージに上がり、レベル3～12の技（2015，2014年はレベル3～10）を3分間でできるだけ多くの種類の技にチャレンジする。成功した技のレベルを二乗した数を得点とする（レベル12→144点，レベル11→121点，レベル10→100点、レベル9→81点、レベル8→64点、以下同様）。ただし，ボーナス得点として二乗した得点に加え，レベル11では30点，レベル12で50点追加される（レベル11→121点+ボーナス得点30点＝151点，レベル12→144点+ボーナス得点50点＝194点）。一つの技につき、加点は一回とする。決勝は，獲得した点数決勝時の得点と予選の得点の合計点で順位が決定する。

## 使用けん玉についての規定
使用できるけん玉は次の規定に沿ったものでなければいけない(2023年大会の規定)。選手は予選の前に使用するけん玉をチェックを受けて規定をパスすることが求められる。
使用けん玉の最大寸法
・けんの高さ：170 mm
・玉の穴の直径：23.5 mm(10円玉サイズ)
・「玉」の穴は1つとする(糸穴を除く）。
・けん玉の皿は3つとする。
・けん玉に取り外し可能なアタッチメント(付属物)の使用は認められない。
・けん玉への磁石及び磁性塗料の使用は禁止である。

## 問題点
予選は選手が交代で審判を務める為、公平なジャッジとはいえない問題がある。

## 結果

### 第1回大会（KWC2014）
| 順位 | 国             | 名前                 | 点数 |
| ---- | -------------- | -------------------- | ---- |
| 1    | アメリカ合衆国 | ボンズ・アトロン     | 846  |
| 2    | アメリカ合衆国 | クリス・ボッシュ     | 836  |
| 3    | 日本           | 秋元 悟              | 611  |
| 4    | 日本           | 田嶋 朗              | 595  |
| 5    | 日本           | 里田 優太            | 594  |
| 6    | アメリカ合衆国 | クリス・ドー         | 581  |
| 7    | 日本           | 畑中 卓              | 527  |
| 8    | アメリカ合衆国 | キース・マツムラ     | 487  |
| 9    | 日本           | 中野 有二郎          | 461  |
| 10   | 日本           | 寺田 周平            | 443  |
| 11   | アメリカ合衆国 | ダニエル・ロビンソン | 387  |
| 12   | 日本           | 山手 響介            | 372  |
| 13   | デンマーク     | トーキル・メイ       | 370  |
| 14   | 香港           | リー・ホーチェン     | 324  |
| 15   | アメリカ合衆国 | エース・ザルカス     | 323  |
| 16   | アメリカ合衆国 | ザック・ヤード       | 306  |
| 17   | カナダ         | エリック・マーティン | 301  |
| 18   | 日本           | 中村 有美            | 283  |
| 19   | 日本           | 吉田 勇太            | 225  |
| 20   | ルーマニア     | ドンゴ・イオヌ       | 127  |

### 第2回（KWC2015）
| 順位 | 国             | 名前                     | 点数 |
| ---- | -------------- | ------------------------ | ---- |
| 1    | アメリカ合衆国 | ワイアット・ブレイ       | 775  |
| 2    | アメリカ合衆国 | ルーカス・ファンク       | 761  |
| 3    | アメリカ合衆国 | ニック・ストッド         | 736  |
| 4    | アメリカ合衆国 | マイキー・シェリング     | 722  |
| 4    | アメリカ合衆国 | ジョージ・マーシャル     | 722  |
| 6    | 日本           | 久保田 悟                | 578  |
| 7    | アメリカ合衆国 | ジェイク・フィッシャー   | 566  |
| 8    | 日本           | 里田 優太                | 564  |
| 9    | 日本           | 福島 優太郎              | 549  |
| 10   | アメリカ合衆国 | クリス・ドー             | 492  |
| 11   | 日本           | 永田 一樹                | 479  |
| 12   | カナダ         | エリック・マーティン     | 406  |
| 13   | 日本           | 乗岡 信吉                | 390  |
| 14   | 日本           | 大本 浩介                | 368  |
| 15   | アメリカ合衆国 | ボンズ・アトロン         | 358  |
| 16   | アメリカ合衆国 | クリスチャン・フレーザー | 349  |
| 17   | 日本           | 金本 爽真                | 335  |
| 18   | アメリカ合衆国 | マックス・ノークロス     | 321  |
| 19   | 日本           | 中野 有二郎              | 305  |
| 20   | 台湾           | チェン・イークワン       | 302  |

### 第3回（KWC2016）
| 順位 | 国             | 名前                 | 点数 |
| ---- | -------------- | -------------------- | ---- |
| 1    | アメリカ合衆国 | ブライソン・リー     | ９76 |
| 2    | アメリカ合衆国 | ルーカス・ファンク   | ８83 |
| 3    | 日本           | 永田 一樹            | 737  |
| 4    | 日本           | 福島 優太郎          | 707  |
| 5    | 日本           | 八尾 雪瑛            | 689  |
| 6    | 日本           | 二宮 朝輝            | 676  |
| 7    | 日本           | 乗岡 信吉            | 662  |
| 8    | アメリカ合衆国 | ローガン・トスタ     | 633  |
| 9    | アメリカ合衆国 | ジェイコブ・トレビル | 610  |
| 10   | アメリカ合衆国 | ボンズ・アトロン     | 610  |

### 第4回（KWC2017）
| 順位 | 国             | 名前                   | 点数 |
| ---- | -------------- | ---------------------- | ---- |
| 1    | 日本           | 金田 奏                | 1300 |
| 2    | アメリカ合衆国 | ブライソン・リー       | 1126 |
| 3    | イスラエル     | リアッド・コトラトカー | 1066 |
| 4    | アメリカ合衆国 | ルーカス・ファンク     | 1000 |
| 5    | アメリカ合衆国 | ニック・ギャラガー     | 979  |
| 6    | アメリカ合衆国 | ジェイク・フィッシャー | 945  |
| 7    | アメリカ合衆国 | ギャヴィン・ハーヴェイ | 931  |
| 8    | 日本           | 鏡堂 野乃夏            | 898  |
| 9    | 日本           | 金本 爽真              | 884  |
| 10   | アメリカ合衆国 | ローガン・トスタ       | 881  |

### 第5回（KWC2018）
| 順位 | 国             | 名前                   | 点数 |
| ---- | -------------- | ---------------------- | ---- |
| １   | アメリカ合衆国 | ニック・ギャラガー     | 1447 |
| ２   | 日本           | 金田 奏                | 1226 |
| ３   | 日本           | 屋嘉比 るみな          | 910  |
| ４   | 日本           | 八尾 雪瑛              | 895  |
| ５   | 日本           | 乗岡 信吉              | 843  |
| ６   | 日本           | 二宮 朝輝              | 811  |
| ７   | 日本           | 金本 爽真              | 793  |
| ８   | アメリカ合衆国 | ブライソン・リー       | 786  |
| 9    | アメリカ合衆国 | ザック・ギャラガー     | 782  |
| 10   | イスラエル     | リアッド・コトラーカー | 772  |